# Trevélez
Trevélez è un comune spagnolo di 775 abitanti situato nella comunità autonoma dell'Andalusia. Altitudine: 1.476 m.
Assieme a Capileira, è uno dei punti di partenza per escursioni sul monte Mulhacén, il più alto della Spagna continentale.
È una delle località di produzione del jamón serrano, nota qualità di prosciutto crudo spagnolo.